# Kanton Moëlan-sur-Mer
Der Kanton Moëlan-sur-Mer (bretonisch Kanton Molan) ist seit 2015 ein französischer Kanton im Arrondissement Quimper, im Département Finistère und in der Region Bretagne; sein Hauptort ist Moëlan-sur-Mer.

## Geschichte
Der Kanton entstand 2015 mit der Neuordnung der Kantone in Frankreich. Die Gemeinden gehörten früher zu den Kantonen Pont-Aven (4 Gemeinden), Bannalec (2 Gemeinden), Concarneau (1 Gemeinde) und Scaër (1 Gemeinde).

## Lage
Der Kanton liegt im Südosten des Départements Finistère.

## Gemeinden
Der Kanton besteht aus acht Gemeinden mit insgesamt 36.263 Einwohnern (Stand: 1. Januar 2022) auf einer Gesamtfläche von 422,47 km²:
| Gemeinde              | Bretonisch      | Einwohner (2022) | Fläche (km²) | Code postal | Code Insee |
| --------------------- | --------------- | ---------------- | ------------ | ----------- | ---------- |
| Bannalec              | Banaleg         | 5.707            | 77,51        | 29380       | 29004      |
| Le Trévoux            | An Treoù-Kernev | 1.611            | 20,83        | 29380       | 29300      |
| Moëlan-sur-Mer        | Molan           | 6.763            | 47,30        | 29350       | 29150      |
| Névez                 | Nevez           | 2.721            | 25,37        | 29920       | 29153      |
| Pont-Aven             | Pont-Aven       | 2.796            | 28,63        | 29930       | 29217      |
| Riec-sur-Bélon        | Rieg            | 4.374            | 54,64        | 29340       | 29236      |
| Scaër                 | Skaer           | 5.197            | 117,58       | 29390       | 29274      |
| Trégunc               | Tregon          | 7.094            | 50,61        | 29910       | 29293      |
| Kanton Moëlan-sur-Mer | Molan           | 36.263           | 422,47       | -           | 2916       |

## Politik
Im 1. Wahlgang am 22. März 2015 erreichte keines der fünf Wahlpaare die absolute Mehrheit. Bei der Stichwahl am 29. März 2015 gewann das Gespann Claude Jaffré/Muriel Le Gac (beide PS) gegen Brigitte Bandzwolek Lhonore/Didier Le Duc (beide Union de la droite) mit einem Stimmenanteil von 56,34 % (Wahlbeteiligung:50,41 %).
| Vertreter im conseil général des Départements | Vertreter im conseil général des Départements | Vertreter im conseil général des Départements |
| Amtszeit                                      | Name                                          | Partei                                        |
| --------------------------------------------- | --------------------------------------------- | --------------------------------------------- |
| 2015–                                         | Claude Jaffré Muriel Le Gac                   | PS                                            |